# 6090 Aulis
6090 Aulis este o planetă minoră (asteroid), cu un diametru de 59,568 km, din Asteroid troian al lui Jupiter. A fost descoperită pe 27 februarie 1989 la Observatorul La Silla de Henri Debehogne și a fost numită după Aflida⁠(d). 
Obiectul prezintă o orbită caracterizată de o semiaxă mare de 5,3091081 UAi, o excentricitate de 0,06, o înclinație de 20,18883 ° în raport cu ecliptica.